# Gorgona (Colombia)
Gorgona è un'isola dell'oceano Pacifico che fa parte del dipartimento colombiano di Cauca.

## Geografia
L'isola è posta a 27 km dalla costa e ha ospitato una colonia penale fino al 1985, quando è stata dichiarata parco nazionale.
È possibile raggiungere l'isola dai porti colombiani di Guapi e Buenaventura.
L'isola è montuosa, raggiungendo la massima altezza nel Cerro de la Trinidad (338 m s.l.m.). A poca distanza sorge l'isolotto Gorganilla.
L'isola ospita una ricca fauna nella foresta subtropicale che la copre. Lungo la costa sono presenti formazioni coralline del genere pocillopora. Particolarmente ricca è la fauna ittica delle acque della riserva marina.
L'isola è stata abitata in epoca precolombiana, come attestano diversi ritrovamenti archeologici della cultura Tumaco-Tolita.